# 申東靖
申東靖（1983年1月27日—2012年10月19日），本名李水清，台灣男歌手，新北市瑞芳區人，曾為男子演唱團體可米小子的成員。2005年可米小子解散之後，以個人身份單飛，經常以諧星身份在各個綜藝節目上出現。2010年參加《金曲超級星》比賽，想一圓台語流行音樂歌星的夢想。
2012年9月底，申東靖因腦出血住院，開刀後昏迷不醒，醫院判定腦死。10月19日傍晚家屬帶申東靖回家，希望能在家中壽終正寢；同日下午五點，申東靖於新北市瑞芳區家中過世，終年29歲。

## 生平
出生不久父母親離婚，且分別重組家庭，於是自幼便由外婆扶養長大。直到7歲那年，由爸爸扶養的哥哥因溺水過世，才願意把他接來同住。之後考上華岡藝校，父親嫌學費太貴，撕毀註冊單不讓他讀。之後便離開了父親的家，15歲時回到外婆家，開啟他的打工生涯，曾當過KTV和三溫暖服務生。 
2001年參加TVBS-G選秀節目《新人幫》選秀會並脫穎而出，經過為期半年的訓練，之後便從『可米小子』出道。但在2005年發行最後一張專輯《Goodbye 可米小子新歌+精選》後解散。之後一度想轉戰台語歌壇，可是後來卻成為了通告藝人。
2012年9月底因頭痛暈倒入院，開刀後昏迷不醒，因右側腦膜下出血及急性腎衰竭，家屬將他從基隆長庚醫院移回瑞芳外婆家，於2012年10月19日下午5點33分病逝，得年29歲。

## 金曲超級星比賽成績
| 集數 | 播出日期   | 節目主題         | 演唱歌曲           | 觀眾(30%) | 評審(70%) | 總分數 | 註                                 |
| ---- | ---------- | ---------------- | ------------------ | --------- | --------- | ------ | ---------------------------------- |
| 01   | 2010/01/03 | 全國藝人總決賽   | 無字的情批／黃乙玲 | -         | -         | 晉級   | 第一階段晉級                       |
| 02   | 2010/01/10 | 24強 明星對決PK  | 追追追／黃妃       | 66/70(28) | 88~89(62) | 90     | 勝寶媽(87分)                       |
| 03   | 2010/01/17 | 大明星情藝相挺   | 好膽你就來／張惠妹 | 25/70(11) | 79(55)    | 66     | feat.Marty Young，第一次落入淘汰區 |
| 04   | 2010/01/24 | 拿手好歌淘汰賽   | 秘密情人／孫淑媚   | 32/70(14) | 82(57)    | 71     |                                    |
| 05   | 2010/01/31 | 狂野High歌挑戰賽 | 舞女／陳小雲       | 64/70(27) | 82(57)    | 84     |                                    |
| 06   | 2010/02/07 | 10強資格試煉賽   | 茫茫到深更／羅時豐 | 51/70(22) | 82(57)    | 79     | 勝陸瑤(78分)                       |
| 08   | 2010/02/28 | 10強嚴苛淘汰賽   | 殘缺的溫柔／葉璦菱 | 40/70(17) | 79(55)    | 72     | 敗於夏禕(77分)，淘汰               |

因每次造型特殊亮眼，而被藍心湄稱為吉祥物的申東靖，在2月28日10強嚴苛淘汰賽中淘汰。

## 演出作品

### 電視劇
- 2002年《麻辣高校生》（客串演出）
- 2002年 《流星花園Ⅱ》
- 2004年 《愛在星光燦爛時》
- 2007年 《至尊玻璃鞋》飾 榮恩
- 2010年 《流氓校長》飾 高武雄

### 單元劇
- 2005年 《華視有夠讚》

### 電影
- 2007年《神鬼高校》飾 陽光偉(陽偉)

### 主持
- 2002年《惡童探險記》
- 2003年《亞洲娛樂中心》周末主播
- 2003年-2004年《東風音樂通》
- 2009年《週末不加班》

## 音樂歷程
- 2002年11月25日，發行專輯《Hey Hah!可米小子》
- 2003年12月29日，發行專輯《青春紀念冊》
- 2005年1月21日，發行專輯《GoodBye可米小子》（新歌+精選），同時可米小子宣布正式解散。